# SV Hoedekenskerke
SV Hoedekenskerke is een voormalige omnisportvereniging uit Hoedekenskerke, gemeente Borsele, Zeeland, Nederland.

## Algemeen

### Geschiedenis
In 1967 scheidden enkele leden uit Hoedekenskerke zich af van de Baarlandse VV De Beren en richtten op 2 mei 1967 een eigen voetbalvereniging op. Onder leiding van Frans Velkers en de toenmalige wachtmeester der Rijkspolitie A. van den Ban, werd op 16 mei 1967 het eerste bestuur gekozen. Er waren bij de oprichting 23 seniorleden en 48 juniorleden, alsmede een groot aantal donateurs.
Per 1 juli 2021 fuseerde de club met VV Kwadendamme tot HKW '21.

### Omnivereniging
In 1977 werd besloten om samen te gaan met gymnastiek en tennis en van SV Hoedekenskerke een omnivereniging te maken met een hoofdbestuur voor accommodatie- en clubhuiszaken, en aparte besturen voor de afdelingen. Later sloot ook een vierde afdeling, volleybal, zich aan.

### Accommodatie
Bij gebrek aan een eigen voetbalveld werden de wedstrijden tot en met het seizoen 1980/81 op de accommodatie van VV Volharding '32 te Ovezande gespeeld. Natuurlijk was er sterk behoefte aan een eigen sportveld en is door het toenmalige bestuur onder leiding van Dhr. H. Schuitert veel werk verricht om op een eigen veld te spelen en een eigen clubhuis te bezitten. Omstreeks 1980 hebben vele vrijwilligers onder leiding van Frans Velkers en Jan Lukasse hard gewerkt aan de totstandkoming van een eigen kantine en kleedkamers.
Het sportpark De Kouter aan de Molenstraat werd op 21 augustus 1981 in gebruik genomen. In de loop der jaren zijn talloze verbouwingen, uitbreidingen en aanpassingen aan het clubhuis gerealiseerd.

## Standaardelftal

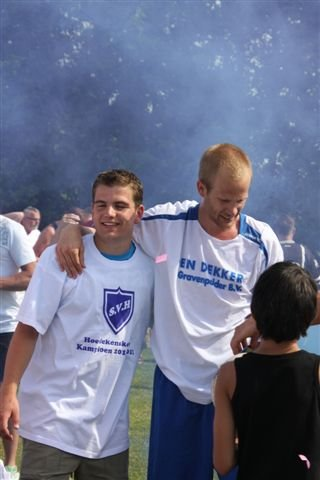
SV Hoedekenskerke viert het kampioenschap in het seizoen 2010/11

Het standaardelftal speelde laatstelijk in het seizoen 2020/21 (als samengesteld team met VV Kwadendamme) in de Vierde klasse zaterdag van het KNVB-district Zuid-I.

### Erelijst
kampioen Vierde klasse: 2011
kampioen Vijfde klasse: 1998

### Wedstrijden tegen clubs uit het betaald voetbal[1]
Rond de jaren '90 speelde het standaardelftal van SV Hoedekenskerke meermaals vriendschappelijk tegen clubs uit het betaalde voetbal:
- 26 juli 1988: SV Hoedekenskerke - NAC Breda (0-11)[2]
- 20 juli 1989: SV Hoedekenskerke - NAC Breda (1-10)[3]
- 19 juli 1990: SV Hoedekenskerke - NAC Breda (0-16)[3]
- 19 juli 1991: SV Hoedekenskerke - Dordrecht'90 (0-8)[4][5]

### Competitieresultaten 1997–2021
| 12 4B |

| 1 5A |

| 13 4A |

| 11 4A |

| 12 4A |

| 11 4A |

| 11 4B |

| 14 4A |

| 14 4A |

| 12 4A |

| 7 4A |

| 11 4A |

| 3 4A |

| 6 4A |

| 1 4A |

| 12 3A |

| 9 4A |

| 8 4A |

| 7 4A |

| 9 4A |

| 8 4A |

| 10 4A |

| 2 4A |

| -- 4B |

| -- 4A |

* Seizoenen 2018/19-2019/21 als samengesteld team met VV Kwadendamme
| Derde klasse | Vierde klasse | Vijfde klasse |

In elke staaf van de grafiek staat van boven naar beneden vermeld: 
- Eindnotering

Dit is de positie die de club heeft bereikt in de competitie, zonder eventuele beslissings-, play-off- of nacompetitiewedstrijden die nodig zijn geweest om bijvoorbeeld de kampioen van de competitie te bepalen.
Indien een * achter het getal staat is de notering een tussenstand en kan het zijn dat de notering niet overeenkomt met de uiteindelijke eindstand van de competitie.
Staat er een - dan is het seizoen nog bezig en is er geen definitieve uitslag bekend.
Staat er xx op de positie van de notering, dan heeft de club vroegtijdig de competitie verlaten. Dit kan onder andere komen door terugtrekking van het team, faillissement van de club of door een uitgedeelde straf van de KNVB. In veel gevallen staat elders in het artikel de reden vermeld.
Staat er een ? dan is het resultaat uit het verleden onbekend, en is alleen de competitie of het niveau bekend van dat seizoen.
In de seizoenen 2019/20 en 2020/21 werd wegens de coronacrisis het amateurvoetbal afgebroken. Daardoor kennen deze staven geen eindklassering (middels -- weergegeven).
- Competitieniveau en afdelingsletter of Officiële eindstand Eredivisie
  - Competitieniveau en afdelingsletter

Hierbij geeft het getal het niveau weer, dat ook terug te vinden is in de legenda. De letter is de afdelingsaanduiding en wordt gebruikt wanneer er meer afdelingen zijn op hetzelfde niveau. De afdelingsletter is altijd een hoofdletter en wordt meestal zonder nummer gebruikt.
Voorbeeld: 2F is niveau 2e klasse competitie F.
Het competitieniveau en nummer wordt niet vermeld wanneer er slechts één competitie van dit niveau was.
  - Officiële eindstand Eredivisie (getal staat tussen haakjes vermeld)

Sinds de introductie van play-offwedstrijden voor Europees voetbal na afloop van de reguliere competitie in 2005/06, is de KNVB verplicht een eindstand van de Eredivisie door te geven aan de UEFA aan de hand van deze play-offwedstrijden.
Bij deze eindstand staan clubs die zich hebben gekwalificeerd voor Europees voetbal hoger dan clubs die zich niet wisten te kwalificeren. Indien er geen verschil was tussen de eindnotering en de officiële eindstand, staat dit getal niet vermeld.

- Onderafdeling

Hier staat afgekort de naam van de onderafdeling indien de club in dat jaar in een onderafdeling uitkwam. Tevens staat deze afkorting in de legenda en wordt gelinkt naar het artikel over deze onderafdeling. Deze afkorting wordt alleen vermeld wanneer de club in het verleden in verschillende onderafdelingen heeft gespeeld. Deze vermelding is in de staaf altijd in kleine letters. Deze onderafdelingen zijn na het seizoen 1995/96 afgeschaft. Heeft de club in slechts één onderafdeling gespeeld, dan is dit alleen terug te vinden in de legenda.
Onder de staaf staat het jaartal vermeld waarin het seizoen is afgesloten. 15 verwijst naar het seizoen 2014/15 of eventueel het seizoen 1914/15.
Wanneer een staaf leeg is, zijn deze gegevens niet bekend. Het kan ook zijn dat de club dat seizoen niet heeft meegespeeld op het hogere amateurniveau, vroegtijdig de competitie heeft verlaten of uit de competitie is gezet.

In het seizoen 1944/45 was er wegens de Tweede Wereldoorlog geen regulier competitievoetbal.
Voormalige: SV Heinkenszand · SV Hoedekenskerke · VV Kwadendamme · VV Luctor '88 · SVD · VV Volharding '32